# Кубок Франції з футболу 2021—2022
Кубок Франції з футболу 2021–2022 — 105-й розіграш кубкового футбольного турніру у Франції. Титул вчетверте здобув Нант.

## Календар
| Етап                           | Раунд       | Дата                          |                               |
| ------------------------------ | ----------- | ----------------------------- | ----------------------------- |
| Попередній етап (регіональний) | 1 Раунд     | Регіональні дати              | Регіональні дати              |
| Попередній етап (регіональний) | 2 Раунд     | Регіональні дати              | Регіональні дати              |
| Попередній етап (регіональний) | 3 Раунд     | 18 вересня 2021               | 18 вересня 2021               |
| Попередній етап (регіональний) | 4 Раунд     | 2 жовтня 2021                 | 2 жовтня 2021                 |
| Попередній етап (регіональний) | 5 Раунд     | 16 жовтня 2021                | 16 жовтня 2021                |
| Попередній етап (регіональний) | 6 Раунд     | 30 жовтня 2021                | 30 жовтня 2021                |
| Попередній етап (національний) | 7 Раунд     | 11-21 листопада 2021          | 11-21 листопада 2021          |
| Попередній етап (національний) | 8 Раунд     | 20 листопада - 11 грудня 2021 | 20 листопада - 11 грудня 2021 |
| Фінальний етап                 | 1/32 фіналу | 18 грудня 2021                | 18 грудня 2021                |
| Фінальний етап                 | 1/16 фіналу | 2-3 січня 2022                | 2-3 січня 2022                |
| Фінальний етап                 | 1/8 фіналу  | 29 січня 2022                 | 29 січня 2022                 |
| Фінальний етап                 | 1/4 фіналу  | 9 лютого 2022                 | 9 лютого 2022                 |
| Фінальний етап                 | 1/2 фіналу  | 2 березня 2022                | 2 березня 2022                |
| Фінальний етап                 | Фінал       | 7 травня 2022                 | 7 травня 2022                 |

## Регламент
Кубок Франції складається з двох етапів:
- відбіркового, який складається з шести регіональних етапів (перші два організовуються в кожному регіоні за своєю схемою для клубів регіональних ліг, наступні чотири організовуються в регіонах централізовано за участі клубів з національних аматорських і напівпрофесіональних ліг) та двох національних етапів (7-й і 8-й етап, з 7-го стартують клуби Ліги 2 та представники заморських територій);
- фінального, який починається з 1/32 фіналу — з цього раунду стартують клуби провідної Ліги 1.

## 1/32 фіналу
| Команда 1                       | Рахунок          | Команда 2                  |
| ------------------------------- | ---------------- | -------------------------- |
| 16 грудня 2021                  |                  |                            |
| Валансьєн (2)                   | 0:1              | Страсбур                   |
| 17 грудня 2021                  |                  |                            |
| ФК Париж (2)                    | 1:1 прип. -:-[X] | Ліон                       |
| 18 грудня 2021                  |                  |                            |
| Паназоль (7)                    | 1:1 пен. 3:4     | Вітре (4)                  |
| Ренн                            | 1:0              | Лор'ян                     |
| Кевії (Ле-Петі-Кевії) (2)       | 1:1 пен. 4:2     | Лаваль (3)                 |
| Генгам (2)                      | 2:3              | Ам'єн (2)                  |
| Тулуза (2)                      | 4:1              | Нім (2)                    |
| Шемен-Ба-д'Авіньйон (Нім) (7)   | 0:4              | Клермон                    |
| Сошо (Монбельяр) (2)            | 0:0 пен. 4:5     | Нант                       |
| О-Ліоне (Помей) (5)             | 1:3              | Бастія (2)                 |
| Канн (5)                        | 1:1 пен. 3:2     | Діжон (2)                  |
| Жура-Сюд (Моленж) (4)           | 5:2              | Сен-Дені ( Реюньйон)       |
| Таон-ле-Вож (5)                 | 3:3 пен. 4:2     | Бове (4)                   |
| Лілль                           | 3:1              | Осер (2)                   |
| Кретей (3)                      | 3:0[I]           | Венісьє (6)                |
| Труа                            | 1:1 пен. 2:4     | Нансі (2)                  |
| Сарр-Юніон (5)                  | 0:1              | Версаль (4)                |
| 19 грудня 2021                  |                  |                            |
| Бордо                           | 10:0             | Жумо де Мзуазіа ( Майотта) |
| Васкеаль (5)                    | 0:4              | Ванн (4)                   |
| Ліна-Монлері (5)                | 2:0              | Анже                       |
| Дінан-Леон (5)                  | 0:0 пен. 12:13   | Брест                      |
| Шовіньї (5)                     | 2:1              | Шартр (4)                  |
| Монтобан (7)                    | 1:2              | Ла-Рош-сюр-Іон (5)         |
| Шоле (3)                        | 0:1              | Ніцца                      |
| Пуатьє (5)                      | 0:1              | Ланс                       |
| Бержерак (4)                    | 0:0 пен. 5:4     | Мец                        |
| Ред Стар (Сент-Уан-сюр-Сен) (3) | 0:2              | Монако                     |
| Ліон Ла-Дюшер (4)               | 0:1              | Сент-Етьєн                 |
| Андрезьє-Бутеон (4)             | 0:1              | Монпельє                   |
| Марсель                         | 4:1[I]           | Ле-Канне-Рошвіль (5)       |
| Фені-Онуа (5)                   | 0:3              | Парі Сен-Жермен (Париж)    |
| Реймс Сент-Анн (6)              | 0:1              | Реймс                      |

Примітки
1. ^ Матч 1/32 фіналу між ФК «Париж» та «Ліоном» припинено за рахунку 1:1 після першого тайму через сутички на трибунах. За рішенням Французької футбольної федерації:
  - обом клубам зараховано технічну поразку та знято з розіграшу;
  - «Ніцца», яка за жеребкуванням мала зустрітися з переможцем пари, виходить до 1/8 фіналу без гри;
  - «Ліон» також умовно дискваліфіковано на наступний розіграш Кубку Франції.
2. ^ Господаря матчу змінено після жеребкування, оскільки нижчоліговий клуб не знайшов стадіону, який відповідав би вимогам.

## 1/16 фіналу
| Команда 1                 | Рахунок      | Команда 2               |
| ------------------------- | ------------ | ----------------------- |
| без гри                   |              |                         |
| Ніцца                     | +:-[X]       | ФК Париж / Ліон         |
| 2 січня 2022              |              |                         |
| Канн (5)                  | 0:1          | Тулуза (2)              |
| Ліна-Монлері (5)          | 3:3 пен. 3:4 | Ам'єн (2)               |
| Бержерак (4)              | 0:0 пен. 5:4 | Кретей (3)              |
| Нансі (2)                 | 1:1 пен. 4:3 | Ренн                    |
| Версаль (4)               | 4:0          | Ла-Рош-сюр-Іон (5)      |
| Брест                     | 3:0          | Бордо                   |
| Шовіньї (5)               | 0:3          | Марсель                 |
| Бастія (2)                | 2:0          | Клермон                 |
| Таон-ле-Вож (5)           | 0:1          | Реймс                   |
| Жура-Сюд (Моленж) (4)     | 1:4          | Сент-Етьєн              |
| Монпельє                  | 1:0          | Страсбур                |
| Нант                      | 2:0[I]       | Вітре (4)               |
| Кевії (Ле-Петі-Кевії) (2) | 1:3          | Монако                  |
| 3 січня 2022              |              |                         |
| Ванн (4)                  | 0:4          | Парі Сен-Жермен (Париж) |
| 4 січня 2022              |              |                         |
| Ланс                      | 2:2 пен. 4:3 | Лілль                   |

Примітки
1. ^ Матч 1/32 фіналу між ФК «Париж» та «Ліоном» припинено за рахунку 1:1 після першого тайму через сутички на трибунах. За рішенням Французької футбольної федерації:
  - обом клубам зараховано технічну поразку та знято з розіграшу;
  - «Ніцца», яка за жеребкуванням мала зустрітися з переможцем пари, виходить до 1/8 фіналу без гри;
  - «Ліон» також умовно дискваліфіковано на наступний розіграш Кубку Франції.
2. ^ Господаря матчу змінено після жеребкування, оскільки нижчоліговий клуб не знайшов стадіону, який відповідав би вимогам.

## 1/8 фіналу
| Команда 1       | Рахунок      | Команда 2   |
| --------------- | ------------ | ----------- |
| 28 січня 2022   |              |             |
| Нант            | 2:0          | Брест       |
| 29 січня 2022   |              |             |
| Тулуза (2)      | 0:1[I]       | Версаль (4) |
| Марсель         | 1:1 пен. 5:4 | Монпельє    |
| Нансі (2)       | 0:2          | Ам'єн (2)   |
| Реймс           | 1:1 пен. 3:5 | Бастія (2)  |
| 30 січня 2022   |              |             |
| Бержерак (4)    | 1:0          | Сент-Етьєн  |
| Ланс            | 2:4          | Монако      |
| 31 січня 2022   |              |             |
| Парі Сен-Жермен | 0:0 пен. 5:6 | Ніцца       |

Примітка
1. ^ Господаря матчу змінено після жеребкування, оскільки нижчоліговий клуб не знайшов стадіону, який відповідав би вимогам.

## 1/4 фіналу
| Команда 1      | Рахунок      | Команда 2   |
| -------------- | ------------ | ----------- |
| 8 лютого 2022  |              |             |
| Монако         | 2:0          | Ам'єн       |
| 9 лютого 2022  |              |             |
| Бержерак (4)   | 1:1 пен. 4:5 | Версаль (4) |
| Ніцца          | 4:1          | Марсель     |
| 10 лютого 2022 |              |             |
| Нант           | 2:0          | Бастія (2)  |

## 1/2 фіналу
| Команда 1      | Рахунок      | Команда 2   |
| -------------- | ------------ | ----------- |
| 1 березня 2022 |              |             |
| Ніцца          | 2:0 [I]      | Версаль (4) |
| 2 березня 2022 |              |             |
| Нант           | 2:2 пен. 4:2 | Монако      |

Примітка
1. ^ Господаря матчу змінено після жеребкування, оскільки нижчоліговий клуб не знайшов стадіону, який відповідав би вимогам.

## Фінал
| 7 травня 2022 22:00 (EEST) |

| Ніцца | 0:1      | Нант            |
| ----- | -------- | --------------- |
|       | Протокол | Блас 47' (пен.) |

| Стад-де-Франс, Сен-Дені Глядачів: 78 961 Арбітр: Стефані Фраппар |